# Elisabeth Ohms
Pour les articles homonymes, voir Ohm.
Elisabeth Ohms, née le 17 mai 1888 à Arnhem, et morte le 16 octobre 1974 à Marquartstein, est une soprano hollandaise.

## Biographie
Elisa Carolina Ohms naît le 17 mai 1888 à Arnhem. Son père Hendrikus Johannes Ohms et sa mère Antonia Cornelia Berendina van Heumen se sont mariés à Arnhem le 20 novembre 1884.
Après des études à Amsterdam et à Francfort, Elisabeth fait ses débuts à Mayence en 1921, puis rejoint le Staatsoper de Munich en 1923, où elle passe la plus grande partie de sa carrière. Renommée pour son interprétation des rôles wagneriens. Elle est nommée Kammersängerin en 1923 et épouse le scénographe munichois Leo Pasetti.
Elisabeth Ohms meurt le 16 octobre 1974 à Marquartstein.